# Geranomyia inaequituberculata
Geranomyia inaequituberculata is een tweevleugelige uit de familie steltmuggen (Limoniidae). De soort komt voor in het Neotropisch gebied.